# Aleksandar Panew (Eishockeyspieler, 1970)
Aleksandar Panew (bulgarisch Александър Панев; * 19. November 1970 in Sofia) ist ein  bulgarischer Eishockeyspieler, der seit 2018 beim SC Red Star Sofia in der bulgarischen Eishockeyliga spielt.

## Karriere
Aleksandar Panew begann seine Karriere als Eishockeyspieler in seiner Geburtsstadt Sofia beim HK Lewski Sofia, für den er bis 2004 in der bulgarischen Eishockeyliga spielte und in seiner letzten Spielzeit dort bulgarischer Meister wurde. Anschließend stand er bis 2009 beim HK Slawia Sofia auf dem Eis, mit dem er 2005, 2008 und 2009 den Titel errang und 2008 und 2009 auch Pokalsieger wurde. Zuletzt spielte er beim HK ZSKA Sofia, mit dem er 2013 und 2014 ebenfalls das Double aus Meisterschaft und Pokal holte. Nachdem er 2014 seine Karriere vorübergehend unterbrach, schnürt er seit 2018 seine Stiefel für den neugegründeten SC Red Star Sofia.

### International
Mit der bulgarischen Nationalmannschaft nahm Panew zunächst an den C-Weltmeisterschaften 1991, als er mit seiner Mannschaft in die B-Gruppe aufstieg, und 1994 und nach der Umstellung auf das heutige Divisionssystem an den Weltmeisterschaften der Division II 2001, 2003 und 2009 sowie der Division III 2014, als den Bulgaren der Wiederaufstieg in die Division II gelang, teil.
Zudem betreute er 2008 sowohl die bulgarische U18-Auswahl, als auch die U20-Auswahl bei ihren Weltmeisterschaften der Division III als Assistenztrainer.

## Erfolge und Auszeichnungen
- 1991 Aufstieg in die B-Gruppe bei der C-Weltmeisterschaft
- 2004 Bulgarischer Meister mit dem HK Lewski Sofia
- 2005 Bulgarischer Meister mit dem HK Slawia Sofia
- 2008 Bulgarischer Meister und Pokalsieger mit dem HK Slawia Sofia
- 2009 Bulgarischer Meister und Pokalsieger mit dem HK Slawia Sofia
- 2013 Bulgarischer Meister und Pokalsieger mit dem HK ZSKA Sofia
- 2014 Bulgarischer Meister und Pokalsieger mit dem HK ZSKA Sofia
- 2014 Aufstieg in die Division II, Gruppe B, bei der Weltmeisterschaft der Division III